# Алевиты

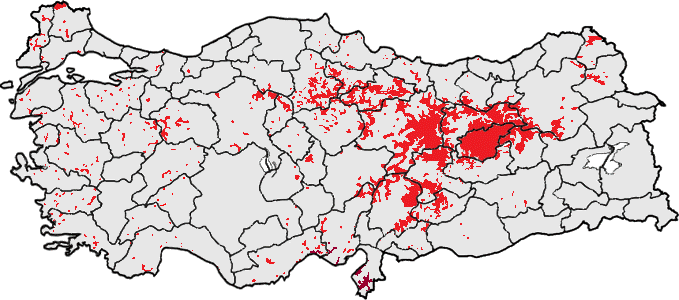
Расселение алевитов в Турции. Красный — анатолийские алевиты (турки, курды). Тёмно-красный — алевиты-арабы) в Хатае, на крайнем юге

Алеви́ты (тур. Aleviler, курд. Elewî, араб. العلوية‎) — субэтническая, религиозная и культурная община преимущественно в Турции, а также частично в Албании, Болгарии, Боснии и Герцеговине и Косово, составляющая несколько миллионов человек. Некоторые европейские источники утверждают, что алевиты составляют до 5 % населения Турции.

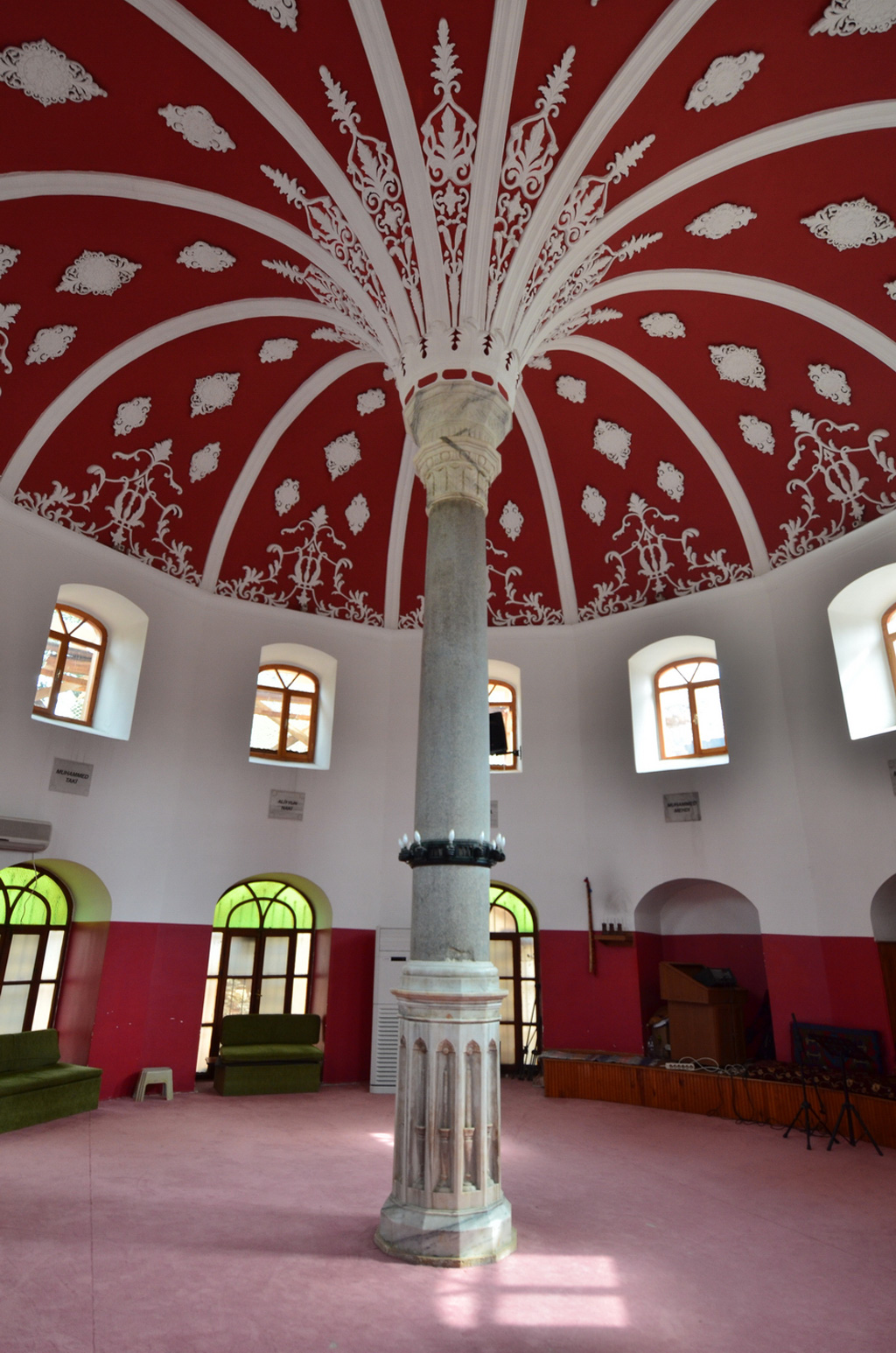
Шахкулу Султан Дергани джемеви в Стамбуле

Место религиозного поклонения алевитов — дом (джемеви, тур. cemevi), а не мечеть. Церемония (айин-и джем, тур. âyîn-i cem, или просто джем, тур. cem) состоит из музыки и танцев (семах, тур. semah), символизирующих очищение и единение с Богом. Мужчины и женщины равноправны и молятся вместе.
Ключевые принципы алевитов включают:
- Любовь и уважение ко всем людям («Важное дело — не религия, а человеческое существование»).
- Уважение к другим религиям и этническим группам («Если вы делаете больно другому, молитва ваша ничего не стоит»).
- Уважение к рабочим людям («Величайший почёт — труд»).

Некоторые считают алевизм мистической разновидностью ислама (особенно шииты-двунадесятники). Подобно шиитам, алевиты почитают имама Али и двенадцать имамов. Многие алевиты, однако, не считают себя шиитами, особенно после исламской революции в Иране.
Алевизм вбирает в себя черты иудаизма, манихейства, ислама и арабского язычества. Подобно иудаизму, алевизм является этнорелигиозной идентичностью, которая передается от матери к детям.
Алевизм также тесно связан с бекташизмом суфийского происхождения: оба учения почитают Хаджи Бекташа (Hacibektaş Veli), святого XIII века. Многие алевиты ссылаются на традицию «Алевиты-бекташи», но это единство не принято, а объединённое имя не используется нетурецкими бекташами (например, на Балканском полуострове).
В дополнение к религиозному аспекту, алевизм также тесно связан с народной культурой Анатолии. Курдский и турецкий языки (не арабский) в целом используются в ритуалах алевитов.
На теологию современных алевитов глубоко повлияли гуманизм и универсализм. На протяжении 1960-х годов много молодых алевитов осмысляли алевизм в нерелигиозных терминах, в чём-то даже связывая его с марксизмом. В 1990-е годы алевизм приобрёл новый смысл как этническое или культурное единство. Общины алевитов сегодня в целом поддерживают антиклерикализм в виде кемализма, как и алавиты Турции.
Алевиты Хорасана, Армении и Азербайджана говорят на диалектах курманджи или зазаки. В Болгарии алевиты говорят по-турецки и самоидентифицируются как турки. Алианы или кызылбаши в Болгарии живут в основном в восточной части дунайской низины и на Чёрном море (Делиорман), а также в Родопах. Они почти не общаются между собой.
Различные группы с подобной верой существуют в северо-западном Иране и северном Ираке.

## Этимология

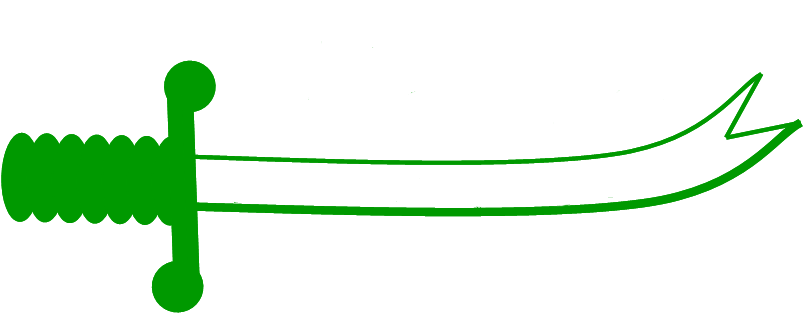
Зульфикар, стилизованное представление меча Али

Согласно основной версии, слово «алевиты» происходит от имени двоюродного брата, зятя и сподвижника пророка Мухаммеда, Али. В турецком языке аффикс evi обозначает «средство» или «имеет отношение»; таким образом, «алевит» переводится буквально как «последователь Али». В этом смысле название совпадает с арабскими алавитами علوي.
Альтернативная (и менее обоснованная) версия происхождения имени «алевиты» гласит, что оно происходит от турецкого слова alev — «костёр». Алевитов иногда называют «кызылбашами», иногда даже используют это название как бранное слово (предполагая их преданность Ирану, а не Турции). Есть и другие имена (часто для подгрупп), среди них: Тахтаджы (Tahtacı, «Дровосек»), Абдал (Abdal, «Барды»), Чепни (Çepni). Легенда болгарских кызылбашей говорит, что некогда они, чтобы отличаться от остальных мусульман, носили на голове красные шарфы по приказу имама Али, и оттуда пришло и название — красноголовые (кызыл — красное, баш — голова).

## История
Теории происхождения алевитов спорны. Многие алевиты считают, что их традиции восходят к первоначальному исламу и двенадцати имамам. Другие видят алевизм как вид шиитской теологии. Третьи указывают на православное влияние.
В сельджукский период (XI и XII века) северный Иран и восточная Анатолия попали под власть кочевых тюркских племён, которые вышли из Хазарского каганата (хазарские турки или сельджуки) или из Центральной Азии (османы). Их переход к персидскому исламу происходил во времена монгольского периода под влиянием харизматических суфийских миссионеров. Поэт Юнус Эмре и святой Хаджа Бекташ Вали, чьи имена позже стали связанными с алевитами, жили в течение этого периода (или вскоре после).
Формы шиизма, которые были восприняты в таких группах, обычно были далеки от традиционного шиизма (например, это касается ежедневной молитвы). Вероятно, в позднем алевизме выжили элементы кочевого турецкого общества. Например, шаманское влияние было обнаружено в алевитском «Журавлином Танце».
Другая теория (особенно популярная среди курдских алевитов) гласит, что тюркские племена мигрировали через иранскую культурную сферу, они приняли различные элементы доисламских иранских религий. Как свидетельство, они указывают на сходство между алевизмом и курдскими религиозными движениями, например, с езидизмом.
Так или иначе, эти кочевые тюркские группы заняли пограничные полосы между двумя крупными оседлыми обществами: Оттоманской империей и Сефевидской Персией.
Между тем, правители Оттоманской империи постепенно отдалили себя от кочевого тюркского наследия, в конечном счете (в течение XIII века) приняв суннизм, хотя и сохранив суфизм. В XV и XVI веках продолжалась борьба с персидскими племенами кызылбашей-сефевидов за контроль над Армянским нагорьем. В 1555 году был подписан мир, определявший границы между Оттоманской и Персидской империями. Однако, несмотря на мир, резня кызылбашей продолжалась.
В 1826 году после подавления восстания янычар, представлявших собой суфийский орден, в рамках общей борьбы с персидским исламом алевизм был запрещён в Турции.
Под оттоманским управлением алевиты появились как эндогамная этническая группа, прежде всего туркоязычная, которая концентрировалась в сельской Анатолии.
Османские власти оценивали алевитов как источник угрозы, поэтому вначале алевиты Анатолии поддержали движение, возглавляемое Мустафой Кемалем Ататюрком, для них было привлекательным его стремление упразднить османскую монархию и халифат, представлявшие интересы ортодоксального ислама. Алевиты с воодушевлением встретили провозглашение Турецкой республики в 1923 году. Однако когда в 1925 году был принят закон, который предписывал частичное закрытие мест, предназначенных для культовых мероприятий, и упразднение религиозных титулов, это алевитам не понравилось.
В 1960—1990-е годы происходила урбанизация и ассимиляция алевитов Турции. Они стали отходить от собственных традиций. При этом происходили конфликты алевитов с суннитским большинством. В 1978 году в Малатье, в 1979 году в Мараше и в 1980 году в Чоруме произошли погромы, в результате которых сотни алевитов были убиты или были вынуждены бежать. 2 июля 1993 года произошёл погром в Сивасе, который завершился поджогом гостиницы и гибелью 37 человек. Алевиты вынуждены открывать свои религиозные центры под различными завуалированными названиями в связи с тем, что законы Турции были составлены в соответствии с суннитским восприятием религии, которое не признает алевитские культовые учреждения (джемеви) в качестве мест религиозного поклонения. Алевиты требуют придания джемеви статуса мечетей, они также требуют равноправия в сфере религиозного образования.

## Известные алевиты
- Бинали Йылдырым
- Кемаль Кылычдароглу